# Правиця великого майстра (роман)
Правиця великого майстра (груз. დიდოსტატის კონსტანტინეს მარჯვენა) — історичний роман Костянтина Гамсахурдія. В основі роману лежить історія будівництва собору Светіцховелі. Головні герої — цар Георгій I та архітектор-будівельник собору Арсакідзе. Роман ліг в основу однойменного фільму.

## Персонажі
- Георгій — цар Грузії
- Маріам — цариця
- Константин Арсакідзе — архітектор
- Мелкіседек — католикос Грузії
- Звіад — амірспасалар
- Фарсман Перс — радник царя
- Талаква Колонкелідзе — повсталий феодал
- Шорена — дочка Талаква Колонкелідзе

## Історія створення роману
Над романом письменник почав працювати в 1938 року. Перші задумки сюжету згадуються в кіносценарії «Секрети Вардзії» в 1932 року. Роман почав друкуватися в журналі «Мнатобі», далі його було видано з новелами у збірці «Твалта». Вихід тиражу роману 31 березня 1939 року збігся з народженням сина (Звіад Гамсахурдія), якого назвали на честь персонажа з роману — амірспасалара Звіада.

## Відгуки
Сталін прочитав роман за одну ніч і, розбудивши Л. П. Берія, заявив: «Гамсахурдія чудовий письменник, чому я не знав?».
Роман визнано досягненням у радянській історичній прозі. Позитивну оцінку дав літературний критик Бесо Жгенті.
Також були й негативні, критичні відгуки. Журнал «Знамя» — від 1945 року № 9 — опублікував лист В. Б. Шкловського про романи «Правиця великого майстра» і «Давид Агмашенебелі». Письменника звинувачували в тому, що він не вказав у своїх романах стосунків Росії та Грузії того часу, на що він висунув чіткий аргумент: на той момент не було жодного свідоцтва про відносини між країнами.
Зауваження були й у критика Сандро Шаншіашвілі. Він висловлював сумніви щодо повстання пховельців. Письменник відповів так: «Горці завжди опиралися царській владі, яка намагалася централізувати владу країни», нагадавши про повстання пховельців під час правління цариці Тамар.

Найчастіша критика і сумніви стосовно згадки правиці, зображеної на стіні Светіцховелі, яка за легендою належить Арсакідзе. Гамсахурдія відповідає:
Так, це так, але ідея, яка лежить в основі роману, в легенді не згадується. У мене було бажання виказати правду про долю архітектора в країні тирана Георгія I. Якби я слідував за легендою, тоді вийшла б апологія і оспівування Арсакідзе і царя Георгія I.

## Переклади
Здійснено переклади більш ніж десятьма мовами.
Російською мовою переклала Фатман Твалтвадзе. Ще за життя письменника було 11 видань російською мовою із загальним накладом у понад 700 тис. примірників.
У 1957 році роман перекладено з російської та видано французькою мовою.
У 1959 році робота була перекладена на англійську індійською подружньою парою — Шукрією і Шубхамай Грошем.
Також перекладено і видано німецькою (1969), вірменською (1960), хінді, урду, китайською, румунською (1962) мовами.